# Best Mistake
Best Mistake (hangul: 일진에게찍혔을때, RR: Iljinege Jjikhyeosseulttae) es una serie web surcoreana transmitida del 25 de julio de 2019 hasta el 21 de mayo del 2020 por medio de VLive. El drama está basado en el juego de historia móvil con el mismo nombre.
En diciembre del 2019 se anunció que la serie web tendría una segunda temporada titulada "Best Mistake 2", la cual fue estrenada el 31 de marzo del 2020. En julio de 2021 se anunció que la serie había sido renovada para una tercera temporada, la cual fue estrenada el 28 de diciembre de 2021.

## Historia
El drama cuenta las historias de un grupo de estudiantes de secundaria ordinarios y sus luchas con la amistad, el amor y las futuras carreras profesionales.
Intentando conseguir que un joven de su pasado la deje en paz, la joven estudiante Kim Yun-doo sube una foto de un tipo al azar y le dice que es su novio. Sin embargo, no se da cuenta de que la foto que eligió fue del estudiante Ji Hyun-ho, quien es visto como un estudiante "problemático" y "rebelde".
Cuando él descubre lo sucedido se enfurece, pero Yun-doo lo convence diciéndole que pasará tiempo con él y hará lo que sea para compensarlo, aunque al inicio no está a gusto con la presencia de Yun-doo, poco a poco se va acostumbrando y conforme pasa el tiempo y se van conociendo, comienzan a enamorarse. Yun-doo se da cuenta de que en realidad Hyun-ho no es la persona "mala" que la gente cree, mientras que él comienza a cambiar sus conductas para mejorar.

## Reparto[11]

#### Personajes principales
| Actor                   | Personaje       | N.º de episodios | Duración        | Notas |
| ----------------------- | --------------- | ---------------- | --------------- | --- |
| Lee Eun-jae             | Kim Yun-doo     | 31               | 2019 - presente | Es una aplicada y estudiante "modelo", que termina enamorándose de Ji Hyun-ho. |
| Kang Yul                | Ji Hyun-ho      | 31               | 2019 - presente | Es un popular estudiante considerado como "rebelde", que termina enamorándose de Kim Yun-doo. |
| Yoon Jun-won (윤준원)   | Seo Joo-ho      | 31               | 2019 - presente | Es un estudiante y amigo de Hyun-ho, Ryu Seol y Ji-sung. Al principio se siente atraído por Kim Yun-doo, sin embargo poco después se enamora de Ryu Seol y comienzan a salir, pero más tarde decide terminar con ella, aunque la quiere, ya que se va a ir a estudiar al extranjero, sin embargo Seol le dice que va a esperarlo. |
| Park E-hyun (박이현)    | Ryu Seol        | 31               | 2019 - presente | Es una estudiante y amiga de Joo-ho, Hyun-ho y Ji-sung. Se siente atraída por Joo-ho, sin embargo no le dice nada. Poco después comienza a salir con Ryu Seol y le dice que va a esperarlo cuando él el dice que va a estudiar en el extranjero. |
| Choe Chan-yi (최찬이)   | Jung Ji-sung    | 31               | 2019 - presente | Es un estudiante, y amigo de Joo-ho, Hyun-ho, Yun-doo y Ryu Seol. Cuando conoce a Yoon Ah-ra' se enamora de ella, sin saber que en realidad lo está utilizando para lastimar a Yun-doo y a sus amigos. |
| Joo Hyun-young          | Ahn Yoo-na      | 31               | 2019 - presente | Es una estudiante y amiga de Joo-ho, Hyun-ho, Yun-doo y Ryu Seol. Cuando conoce a Yoon Ah-ra, quien se hace pasar por su amiga y la engaña haciéndole creer que Yun-doo está intentando robarle a Seung-hyun, el joven del cual está enamorada, sin embargo cuando descubre la verdad, le pide disculpas a Yun-doo y vuelven a ser amigas. |
| Lee Jung-joon           | Choi Seung-hyun | 16               | 2020 - presente | Es un nuevo estudiante de la clase de Kim Yun-doo, que aunque parece silencioso en realidad es cariñoso y maduro, lo que lo hace popular entre sus compañeras. Tiene grandes habilidades en el béisbol. Cuando conoce a Kim Yun-doo se enamora de ella, a pesar de que sabe que tiene novio, más tarde cuando le revela sus sentimientos, Yun-doo lo rechaza y le dice que solo lo ve como a un amigo y que ella está enamorada de Hyun-ho. Seung-hyun es uno de los responsables de desenmascarar las verdaderas intenciones de Yoon Ah-ra y poco después se hace amigo de Ah-hoon, Joo-ho, Hyun-ho, Ji-sung, Yun-doo y Ryu Seol. |
| Keum dong-hyun (금동현) | Kang Ah-hoon    | 16               | 2020 - presente | Es un estudiante lindo y adorable. Se hace muy buen amigo de Seung-hyun y de Yun-doo. |

#### Personajes secundarios
| Actor                 | Personaje     | N.º de episodios | Duración        | Notas |
| --------------------- | ------------- | ---------------- | --------------- | --- |
| Wonpil                | Do Ye-seok    | -                | 2022 - presente | [ 14 ] |
| Hyunsuk               | Kim Dae-young | -                | 2022 - presente | [ 15 ] |
| Kang Hye-won          | Jin Se-hee    | -                | 2022 - presente | Es la exnovia de Do Ye-seok. |
| Nana                  | Yoon Ah-ra    | -                | 2022 - presente | Es una estudiante que forma una relación con Jung Ji-sung. |
| Yang Yoo-jin (양유진) | Yoon Ah-ra    | 16               | 2020            | Es una nueva estudiante, que se hace pasar por una joven amable e inocente, pero que en realidad esconde su verdadera personalidad vengativa y mala. Quiere destruir la relación y amistades de Kim Yun-doo, para vengarse de ella, ya que la considera responsable por su fallida relación con Heo Jin-soo (quien se siente atraído por Yun-doo). Más tarde cuando sus mentiras son descubiertas todos se alejan de ella, incluso Jin-soo le dice que terminó con ella porque no estaba interesado y por su actitud obsesiva. |
| Go Woo-jin (고우진)   | Heo Jin-soo   | -                | 2019 - 2020     | Es un joven que está obsesionado con Yun-doo. |

#### Otros personajes
| Actor                    | Personaje      | Episodio donde apareció | Notas |
| ------------------------ | -------------- | ----------------------- | ----- |
| Lee Hyeong-seok (이형석) | Baek Se-chan   | -                       |       |
| Eom Se-ung (엄세웅)      | "Joven Patata" | -                       |       |
| Tae Woo (강태우)         | -              | -                       |       |

## Episodios
La serie web está conformada por 2 temporadas:
- La primera temporada fue estrenada el 25 de julio del 2019 y estuvo conformada por 15 episodios, los cuales son emitidos todos los martes y jueves KST, hasta el final de la temporada el 12 de septiembre del 2019.
- La segunda temporada titulada "Best Mistake 2" está conformada por 16 episodios. A través de VLive fue estrenada el 31 de marzo del 2020 a las 6:00pm KST, mientras que en Youtube fue estrenada el 2 de abril del mismo año.[17][18] La segunda temporada tuvo un episodio especial titulado "Best Mistake 2: Hanskin Special Edition", así como un episodio que mostraba el detrás de escena de la temporada.

## Música

### Primera temporada
El OST de la primera temporada de la serie estuvo conformado por 3 partes:

### Parte 1
| N.º | Intérpretes                  | Canción            | Letra | Canción | Duración |
| --- | ---------------------------- | ------------------ | ----- | ------- | -------- |
| 1   | Jaehyun y Doyoung (de NCT U) | "New Love"         | -     | -       | -        |
| 2   |                              | "New Love" (Inst.) | -     | -       | -        |

### Parte 2
| N.º | Intérprete | Canción             | Letra | Canción | Duración |
| --- | ---------- | ------------------- | ----- | ------- | -------- |
| 1   | Choi Nakta | "You and I"         | -     | -       | -        |
| 2   |            | "You and I" (Inst.) | -     | -       | -        |

### Parte 3
| N.º | Intérpretes                  | Canción                 | Letra | Canción | Duración |
| --- | ---------------------------- | ----------------------- | ----- | ------- | -------- |
| 1   | Ahn Hyun-jung y Lee shin-jae | "Think About U"         | -     | -       | -        |
| 2   |                              | "Think About U" (Inst.) | -     | -       | -        |

### Segunda temporada
El OST de la segunda temporada de la serie está conformada por:

### Parte 1
| N.º | Intérpretes                             | Canción       | Letra | Canción | Duración |
| --- | --------------------------------------- | ------------- | ----- | ------- | -------- |
| 1   | Y, Seungmin y Joochan (de Golden Child) | "Love Shaker" | -     | -       | 3:48     |

## Premios y nominaciones
| Año  | Categoría       | Premio              | Nominado (a)   | Resultado |
| ---- | --------------- | ------------------- | -------------- | --------- |
| 2020 | Web Drama Award | 7th APAN Star Award | "Best Mistake" | Ganó      |

## Producción
La serie web también es conocida como "School 2019" y/o "Bad Mistake".
La lectura del guion de la tercera temporada fue realizada en 2021.

### Recepción
El primer episodio de la primera temporada de la serie web alcanzó más de 8 millones de visitas en YouTube y la primera temporada en total ganó un gran popularidad entre los espectadores con visitas récord de más de 70 millones.